# Otava Jo
Az Otava Jo (oroszul: Отава Ё) orosz folkzenei együttes Szentpétervárról. Az együttes tagjai dudán, guszlin, hegedűn, ütőhangszereken, gitáron játszanak. Rendszeresen koncerteznek számos ország folkfesztiváljain, mint például a Gyikaja mjata, a WOMAD, a Mir Szibiri, a Kaustinen Folk Music Festival vagy a 2004-es WOMEX.

## Története
2003-ban jött létre a Reelroad és a Szkazi lesza tagjainak együttműködéséből, de csak 2005-ben vált önálló együttessé, miután utcai előadásai népszerűvé váltak és több száz nézőt vonzottak. 2012-ben Pro Ivana Groove című dalukhoz készült videójuk népszerűvé vált; ugyanebben az évben kiadták a Danyiil Ivanovics Harmsz verse és a Tumša tumša tā eglīte lett népdal alapján született Dvornyik című dal klipjét is.
2015-ben a Szumeckaja című dal Buza orosz ökölharc-egyesület közreműködésével készített és YouTube-on publikált klipjét a Reproduktor portál az év 10 legjobbja közé válogatta, és hamar elérte az egymilliós nézettséget, míg a felvétel februárban az európai világzenei listát is vezette.

## Tagok
- Alekszej Belkin (Алексей Белкин) – duda, guszli,[3] zsalejka,[4] ének
- Dmitrij Sihargyin (Дмитрий Шихардин) – hegedű, ének
- Alekszej Szkoszirev (Алексей Скосырев) – gitár, ének
- Julija Uszova (Юлия Усова) – hegedű, ének
- Lina Kolesznyik (Лина Колесник)  – hegedű
- Vaszilij Tyelegin (Василий Телегин) – basszusgitár
- Pjotr Szergejev (Пётр Сергеев) – dob
- Gyenyisz Nyikiforov (Денис Никифоров) – ütőhangszerek[5]

## Albumok
- Pod aptyekoj (Под аптекой, 2006)
- Zsili-bili (Жили-были, 2009)
- Rozsgyesztvo (Рождество, 2011) – karácsonyi album
- Sto za peszni (Что за песни, 2013)
- Lucssije peszni 2006–2015 (Лучшие песни, 2015, CD + DVD) – válogatáslemez
- Dajtye malenykoje vremecsko veszjolomu pobity! (Дайте маленькое времечко весёлому побыть, 2015, CD + DVD) – koncertfelvétel[6]
- Ljubis li ti? (Любишь ли ты?, 2018)[7]

## Fordítás
- Ez a szócikk részben vagy egészben  a(z)   Отава Ё című orosz Wikipédia-szócikk ezen változatának fordításán alapul.  Az eredeti cikk szerkesztőit annak laptörténete sorolja fel. Ez a jelzés csupán a megfogalmazás eredetét és a szerzői jogokat jelzi, nem szolgál a cikkben szereplő információk forrásmegjelöléseként.